# Аугустовски канал
Аугустовски канал (полски Kanał Augustowski, белоруски Аўгустоўскі канал) – воден канал, свързващ притоците на Висла с Балтийско море чрез притоците на Неман, заобикаляйки долното течение на Висла.
Аугустовският канал е част от Пътя на Батори. Заедно с комплекса от сгради и съоръжения е включен в регистъра на недвижимите паметници и е признат за исторически паметник. От 2008 г. каналът е съвместен полско-беларуски кандидат за включване в Списъка на световното наследство на ЮНЕСКО (през 2010 г. заявлението е оттеглено, за да бъде коригирано). Аугустовският канал е включен в Европейския тематичен маршрут за транспорт и комуникация, който е част от Европейския път на индустриалното наследство.
Изграждането на Аугустовския канал е предприето, за да бъдат заобиколени пруските митнически пунктове при на транзита на зърно до Гданск по време на полско-пруската митническа война.

## Обща информация
Дължина на канала: 101 км, от които 82 км са в границите на Полша.
Освен осемнайсетте шлюзове, каналът обхваща и:
- Нета (в горното течение от извора до езерото Нецко – Роспуда) – река в североизточна Полша, десен приток на река Бебжа.
- Чарна Ханча – най-голямата река във Вигренски национален парк и една от най-важните реки в регион Сувалки.
- Аугустовските езера, предлагащи голям брой пясъчни плажове и зони за къпане, което е причина на това място да бъдат създадени много ваканционни курорти.

Светът на водни птици е богат: лебеди, патици, гъски. В Аугустовския канал живеят също: лин, платика, костур, щука, змиорка, каракуда, михалица, бабушка и уклей.
Поради липсата на регулация на Бебжа и Нарва, каналът в момента не е свързан с други водни пътища в Полша. От 2008 , след реконструкцията на водните прегради, каналът отново става плавателен по цялата си дължина и възстановява връзката си с Неман.
От 2002 г. каналът е признат за воден път с регионално значение (клас Ia – максимална дължина на моторни плавателни съдове и баржи – 24 м, максимална широчина – 3,5 м, максимално газене – 1 м).

## Трасе на канала
Аугустовският канал е разделен на 2 части: западен – от връзката с Бебжа до шлюза Аугустов (0,0 – 32,50 км); източен – от шлюза Аугустов до шлюза Немново в Беларус (32,50 – 101,20 км).

## Шлюзове
По продължението на Аугустовския канал са построени 18 шлюза. В наши дни 14 от тях се намират в Полша, 3 в Беларус (Волкушек, Домбрувка, Немново), а полско-беларуската граница минава през шлюза Кужинец.
Шлюзовете позволяват придвижването на кораби с размер:
15 м в участъка от Бебжа до Аугустов
41 м в участъка от Аугустов до Неман
Шлюзове по река Бебжа:
1. Дембово (Dębowo)
2. Сосново (Sosnowo)
3. Борки (Borki)
4. Бялобжеги (Białobrzegi)
5. Аугустов (Augustów)
6. Пшевенж (Przewięź)
7. Свобода (Swoboda)
8. Горчица (Gorczyca)
9. Панево (Paniewo)
10. Перкуч (Perkuć)
11. Микашувка (Mikaszówka)
12. Соснувек (Sosnówek)
13. Тартак (Tartak)
14. Кудринки (Kudrynki)
15. Кужинец (Kurzyniec)
16. Волкушек (Wołkuszek)
17. Домбрувка (Dąbrówka)
18. Немново (Niemnowo)

## История[6][7]

### Решение за изграждането на канала
Водните пътища са били от решаващо значение за икономиката на много страни преди развитието на железниците през XIX век. В епохата на индустриалната революция през първите години на XIX век се поражда необходимост от нови вътрешноконтинентални пътища. Развитието на инженерните технологии в световен план доведе до изграждането на канали, т.е. изкуствени водни връзки, използващи съществуващи естествени водни течения.
След като Кралство Полша получава значителна автономност (правителство, парламент, армия), в периода 1815 – 1830 се наблюдават интензивно развитие на индустрията и икономическа експанзия. Пренасянето на стоки по плавателен път по Висла до Гданск се превръща в проблем от изключителна важност. Кралство Полша се нуждае от открит и свободен достъп до морето, за да установи силни икономически връзки със Запада, особено с Великобритания. Министърът на финансите Франчишек Ксавери Друцки Любецки решава да построи плавателен канал, който да заобикаля Гданск, Елблонг, Клайпеда и Крулевец. Той представя идеята си на Александър I още през юли или август 1822. Царят се съгласява, като голямо влияние върху неговото решение имат международните събития – През 1823 г. Прусия въвежда репресивни мита (таксите за някои стоки, например ръж и ечемик, се увеличават шест пъти, за овеса тринадесет пъти), което предизвиква полско-пруска митническа война. Противно на волята на министър Друцки Любецки Александър I поверява строежа на канала не на Министерство на финансите, а на армията. Генерал Мауриций Хауке натоварва със задачата генерал (тогава още подполковник) Игнаций Пронджински. Пронджински няма опит в строенето на канали и първоначално отказва да приеме тази мисия, но Хауке го убеждава с думите: „По никакъв начин не мога да кажа на княза, че в полската артилерия, инженерство и интендантски корпус нямам офицер който би могъл да проектира канал. Ако не искате да се заемете сам, кажете ми, но под отговорността на собствената си съвест, кой ще го направи по-добре от теб“. Пронджински не успява да посочи достоен автор на проекта, затова сам се заема със задачата и започва да проучва чуждестранни разработки, преди всичко немски и френски, посветени на регулацията на реки, строежи на пристанища, канали и шлюзове.

### Проектиране
Пронджински пристига в Аугустов на 15 юни 1823. Първата му задача е да обиколи района от Бебжа до Неман, да постави подходящи сигнални знаци и да организира изсичането на дървета по трасето на бъдещия канал. Сблъсква се с множество проблеми, като сред най-сериозните са дивата природа на района, покрит с гъсти гори, тресавища и блата и липсата на квалифицирани сътрудници. Въпреки всички трудности, само месец след пристигането си в Аугустов Пронджински изпраща на генерал Хаук първоначална скица на канала. През ноември 1823 поради все по-кратките дни и лошото време се налага екипът да се върне във Варшава. В Аугустов остава Йежи Ракус, на когото Пронджински оставя инструкции относно нужните дейности и сроковете за тяхното изпълнение, докато самият той през цялата зима работи над проекта за канала и го завършва през пролетта на 1824. Проектът е изготвен на френски език.

### Проектът на Пронджински
Проектът предвижда речните разклонения и разливи да бъдат ликвидирани, а в летния период реката да бъде захранвана от водните ресурси на езерата Нецко, Бяле, Студженничне и Сайно. Предвижда се общото трасе от Нетта до Чарна Ханча да бъде 15 900 сажена, от които 8700 сажена да са през езерата. Задачата на шлюзовете е да компенсират падането на водата от 8 до 12 стъпки. Премислена е естетиката на шлюзовете и патриотичната им символика – планира се да бъдат облицовани с червена тухла и бял пясъчник – националните цветове на Полша. Според проекта широчината на канала не трябва да надвишава 40 стъпки, a дълбочината 5 стъпки. С цел разкрасяване на канала по продължението му трябвало да бъдат засадени дървета. Планирано е и изграждането на бентове и мостове, като мостовете над бентовете трябвало да бъдат статични, а над шлюзовете вдигащи се.

### Изграждане на канала
Изграждането на канала започва през юли 1824. В него участват 6 – 7 хиляди работници, в това число местни селяни, които получават свободата си като възнаграждение за работата по канала. За разлика от тях през 1826 Пронджински губи свободата си, тъй като е арестуван за участие в тайни патриотични организации. Ръководството по изграждане на канала се поема от генерал де Гранвил Малецки, директор на инженерния корпус, който си присвоява авторството на проекта за канала. На 25 март 1829 Пронджински е освободен и се връща на строежа, но сътрудничеството му с Малецки не върви добре. През пролетта на 1830 основната част от предвидените строителни дейности е изпълнена, като междувременно проектът на Пронджински е видоизменен – към планираните 11 шлюза са добавени още 6. През 1831 строителните работи са прекратени, поради избухването на Ноемврийското въстание. След погрома на въстанието Русия ликвидира автономията на Кралство Полша и променя концепцията за канала. Правителството се обръща към Полската банка, за да довърши тя канала. В периода 1833 – 1839 строежът се ръководи от хидротехника Теодор Урбански, а проектът на Пронджински отново е видоизменен. През 1839 строителните работи за приключени каналът е открит.

### Използване доВтората световна война
Още през март 1825 Прусия се отказва от високите мита на полските стоки и транспортът на жито до пруските балтийски пристанища отново става изгоден. Това става причина Августовският канал да не изпълнява планираната за него роля и да се използва основно за местно движение – за транспорт на дървен материал. Ролята на канала намалява още повече през втората половина на XIX век, поради развиването на железниците. По време на Първата световна война на канала са нанесени много щети, но в периода между двете войни той е ремонтиран и реконструиран.

### По време на Втората световна война
След Септемврийската кампания каналът се оказва отчасти под германски контрол (от Суха Жечка до Кужинец) и отчасти под съветски контрол. Германците използват средната част на канала за транспорт на дървен материал, докато Съветския съюз доставя по канала материали за изграждането на линията Молотов. По-късно съоръженията на канала стават обект на диверсионни нападения от полски и съветски партизани. През 1944 Червената армия започва да се приближава към канала. Германците, подготвяйки се за отбрана, взривяват шлюзовете в Соснов, Борки и Аугустов. Боевете от юли 1944 до януари 1945 г. причиняват допълнителни разрушения.

### В Следвоенния период
След Втората световна война дългата около 20 км. източна част на канала от шлюза Кужинец до Неман става част от СССР. В полския участък започва реконструкцията и модернизацията на канала. Бреговете на канала започват да се отмиват от водата и това налага изграждането на бетонно укрепване, което обаче нарушава естетиката на оригинала и противоречи на облика му на забележителност от дванадесети век. През септември 1968 Сдружението на любителите на Аугустовската земя протестира срещу унищожаването на историческия характер на Аугустовския канал, което води до вписването на канала в регистъра на забележителностите. През 1994 в белоруския регистър на забележителностите е вписана и белоруската част на канала, ремонтирана в началото на XXI век.